# Captain Fantastic and the Brown Dirt Cowboy
Captain Fantastic and the Brown Dirt Cowboy (Capitán fantástico y el vaquero marrón de tierra en español) es el noveno álbum de estudio del cantante británico Elton John, publicado en mayo de 1975 por MCA.
Fue el primer disco en debutar en la Lista de Álbumes pop de Estados Unidos, logrando la posición número 1 por siete semanas consecutivas. Recibió la certificación de Oro el 21 de mayo de 1975 y la de Platino y multiplatino el 23 de marzo de 1993 por la RIAA. En Canadá, también debutó en el 1 lugar en la Lista nacional de Álbumes de Canadá y sólo se rompió una racha de lo que podría haber pasado quince semanas consecutivas por la caída a una posición número 2 en la novena semana (31 de mayo-6 de septiembre), al igual que en la Lista de Álbumes del Reino Unido, en donde también ocupó el segundo lugar. 
En 2003, el álbum fue colocado en el puesto número 158 de la lista Los 500 mejores álbumes de todos los tiempos de la revista Rolling Stone. Este es el último trabajo en el que Elton tocaría con su banda clásica, hasta Too Low For Zero.

## Historia
Compuesto, de acuerdo con el letrista Bernie Taupin, en orden cronológico, el Captain Fantastic es un álbum conceptual que da una visión autobiográfica en las luchas de John (como el Captain Fantastic) y Taupin (como Brown Dirt Cowboy) tenía en los primeros años de sus carreras musicales en Londres (desde 1967 a 1969). Las letras y un manual de foto que lo acompaña están imbuidos de un sentido específico de lugar y tiempo que de otro modo sería raro en la música de Elton. La música fue compuesta por él durante un viaje en crucero a los Estados Unidos.
"Someone Saved My Life Tonight", es un sencillo prominente del álbum (y un número 4 de la  Lista de Sencillos de Estados Unidos), representa una historia semiautobiográfica sobre la desastrosa relación entre Elton y Linda Woodrow, y su conexo intento de suicidio en 1969. El "Someone" se refiere a Long John Baldry, quien lo convenció de romper el compromiso en lugar de arruinar su carrera musical y contraer un matrimonio infelíz. El escritor John Landau de la revista Rolling Stone lo calificó como la mejor canción del álbum: "Mientras Elton John puede producir un rendimiento por álbum en el orden de "Someone Saved My Life Tonight", la posibilidad es que se convertirá en algo más que el gran artista que ya es y va a hacer una contribución mucho más dura que una roca".
En una entrevista de 2006 con Cameron Crowe, Elton dijo: "Yo siempre he pensado que Captain Fantastic fue probablemente mi mejor álbum ya que no era comercial de ninguna manera. Tuvimos canciones como "Someone Saved My Life Tonight", que es una de las mejores canciones que Bernie y yo hemos escrito juntos, pero si una canción como esa podría ser una sola estos días, ya que es de más de seis minutos de duración, es cuestionable. Captain Fantastic fue escrita de principio a fin en orden de marcha, como una especie de historia de llegar a un acuerdo con el fracaso —o tratando desesperadamente de no serlo. Hemos vivido esa historia."

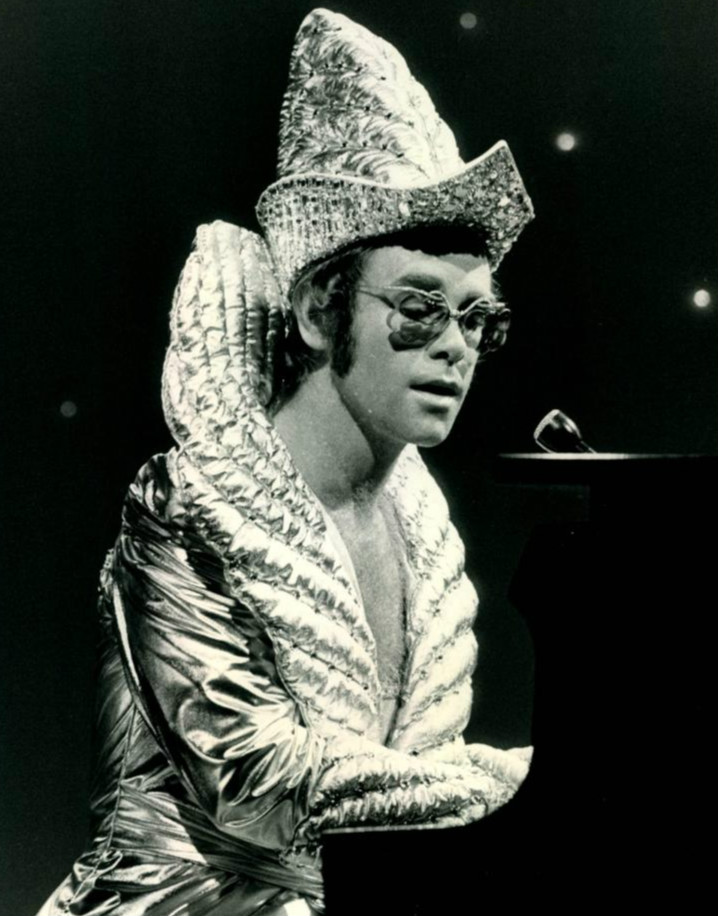
Elton John en 1975.

Elton, Bernie y la banda trabajó más duro y más largo en el álbum que quizás cualquier récord anterior es que alguna vez lo había hecho hasta ese momento. Frente a la vez rápido, casi de fábrica como el proceso de escribir y grabar un álbum en cuestión de unos pocos días o como mucho un par de semanas (como con "Goodbye Yellow Brick Road"), el equipo pasó la mayor parte de un mes de la carretera en Caribou Ranch Studios trabajando en las grabaciones. El  productor Gus Dudgeon al parecer también quedó muy satisfecho con los resultados. El productor del álbum fue citado en Elizabeth Rosenthal "Su canción," una contabilidad exhaustiva detallada de casi todo John de trabajo de grabado, como diciendo que pensaba que "Captain Fantastic" fue el mejor de la banda y Elton había cantado alguna vez, elogió el trabajo vocal, y profundamente elogió a escribir canciones de Elton y Bernie. "No hay una sola canción en él que sea menos que increíble", dijo Dudgeon.
En 1976, Bally Manufacturing lanzado una máquina de Pinball para las arcadas, titulado Capitán Fantástico. Elton aparece en la backglass, en su personaje de la película Tommy, como el asistente de pinball. Se considera una máquina de pinball icónico por la mayoría de los entusiastas en cuanto a arte. También fue la máquina de pinball electromecánico más producido.
Mientras que John era conocido por su envase bastante elaborada o pródigo de sus álbumes, Captain Fantastic bien pudo haber rematado todas las versiones anteriores. El LP original incluía un "Lyrics" folleto, curiosamente comienza con una letra para "Dogs in the Kitchen" que nunca se terminó y no en la línea del álbum, y otro folleto llamado "Scraps", que recogen fragmentos de comentarios, anotaciones en diarios y otros objetos personales de John y Taupin durante los años de la crónica en el álbum. También contenía un póster de la portada del álbum. (Éstas se reprodujeron todo, en versiones más pequeñas, para el CD de 2005 Deluxe Edition.) Copias de edición limitada también fueron presionados en el vinilo de color marrón.
El álbum de 2006 The Captain & the Kid es la secuela, y continúa la autobiografía donde el Capitán Fantástico deja fuera.

## Versiones posteriores
Ambas canciones, "Lucy In The Sky With Diamonds" y "Philadelphia Freedom", fueron originalmente lanzadas como singles.
Un lujosa edición en CD por el treinta aniversario fue lanzada en septiembre de 2005, conteniendo el álbum completo y los bonus tracks incluidos en las reediciones anteriores, además de "House of Cards". También se incluye un segundo disco que contiene el álbum completo interpretado en directo en Wembley en 1975.
En septiembre de 2005, Elton John y su banda realizan de nuevo el álbum (menos "Tower Of Babel" y "Writing") en una serie de conciertos con entradas agotadas en Boston, Nueva York y última parada de la gira, Atlanta, en octubre de. Estos conciertos de "Captain Fantastic" formaban parte de la Gira Nacional Peachtree y fueron los conciertos más largos en la carrera de Elton, muchos incluso llegando a durar tres horas y media. Las canciones de Captain Fantastic salieron al aire por Radio Capital Gold en un programa de toma del 16 de septiembre de 2005 el rendimiento en Boston.

## Lista de canciones
Todas las canciones escritas por Elton John y Bernie Taupin, excepto donde se indique.

### Lado uno
1. "Captain Fantastic and the Brown Dirt Cowboy" – 5:50
2. "Tower of Babel" – 4:30
3. "Bitter Fingers" – 4:35
4. "Tell Me When the Whistle Blows" – 4:22
5. "Someone Saved My Life Tonight" – 6:50

### Lado dos
1. "(Gotta Get a) Meal Ticket" – 4:02
2. "Better Off Dead" – 2:40
3. "Writing" – 3:41
4. "We All Fall in Love Sometimes" – 4:13
5. "Curtains" – 6:20

### Bonus tracks (reediciones: por Mercury en 1995 y por Rocket en 1996)
1. "Lucy in the Sky with Diamonds" (John Lennon, Paul McCartney) – 6:18
2. "One Day at a Time" (Lennon) – 3:49
3. "Philadelphia Freedom" – 5:23

### Bonus tracks (2005 30th Anniversary Deluxe Edition)

#### Disco uno (Álbum musical Follows)
1. "Lucy in the Sky with Diamonds" (Lennon, McCartney) – 6:18
2. "One Day (At a Time)" (Lennon) – 3:49
3. "Philadelphia Freedom" – 5:23
4. "House of Cards" – 3:12

#### Disco dos (En vivo desde "Midsummer Music" en el Wembley Stadium, 21 de junio de 1975)
1. "Captain Fantastic and the Brown Dirt Cowboy" – 7:02
2. "Tower of Babel" – 4:38
3. "Bitter Fingers" – 5:06
4. "Tell Me When the Whistle Blows" – 4:39
5. "Someone Saved My Life Tonight" – 7:17
6. "(Gotta Get A) Meal Ticket" – 7:19
7. "Better Off Dead" – 3:01
8. "Writing" – 5:30
9. "We All Fall in Love Sometimes" – 3:57
10. "Curtains" – 8:48
11. "Pinball Wizard" (Pete Townshend) – 6:31
12. "Saturday Night's Alright for Fighting" – 7:40

## Lados B
| Canción          | Formato                                  |
| ---------------- | ---------------------------------------- |
| "House of Cards" | Someone Saved My Life Tonight 7" (US/UK) |

## Personal

### Músicos de estudio
- Elton John - piano y piano eléctrico, clavinet, mellotron, ARP String Ensemble sintetizador, clavicémbalo
- Davey Johnstone - guitarras: acústica, eléctrica y guitarra Leslie, mandolina, piano en "Writing," coros.
- Dee Murray - bajo eléctrico, coros
- Nigel Olsson - batería, percusión, coros
- Ray Cooper - shaker, congas, gong, Maxilar, pandereta, campanas, bell tree, platillos, triángulo, bongos

### Músicos adicionales
- Dave Hentschel - ARP sinterizador en las pistas 9 y 10
- Gene Page - Arreglos orquestales en la pista 4

## Producción
- Productor: Gus Dudgeon
- Ingeriero: Jeff Guercio
- Ingeniero asistente: Mark Guercio
- Remixes: Gus Dudgeon, Phil Dunne
- Remasterización: Tony Cousins
- Transferencias digitales: Ricky Graham
- Arreglos orquestales: Gene Page
- Dirección de arte: David Larkham, Bernie Taupin
- Concepción gráfica: David Larkham, Bernie Taupin
- Diseño de portada: Alan Aldridge
- Paquete de diseño: David Larkham
- Ilustración: Alan Aldridge
- Notas: John Tobler, Paul Gambaccini (Deluxe Edition)

## Elogios

### Premios Grammy
| Año  | Álbum                                       | Premio                                   | Resultado |
| ---- | ------------------------------------------- | ---------------------------------------- | --------- |
| 1976 | Captain Fantastic and the Brown Dirt Cowboy | Álbum del Año                            | Nominado  |
|      |                                             | Mejor Interpretación Vocal Pop Masculina | Nominado  |

## Certificaciones
| País           | Organismo certificador | Certificación | Ventas     |
| -------------- | ---------------------- | ------------- | ---------- |
| Reino Unido    | BPI                    | Oro           | 100 000^   |
| Estados Unidos | RIAA                   | 3× Platino    | 3 000 000^ |

## Listas
| Lista (1975)                              | Máxima posición |
| ----------------------------------------- | --------------- |
| Australian Kent Music Report Albums Chart | 1               |
| Austrian Albums Chart                     | 7               |
| Canadian RPM Albums Chart                 | 1               |
| French SNEP Albums Chart                  | 1               |
| Italian Albums Chart                      | 12              |
| Japanese Oricon LP Chart                  | 20              |
| New Zealand Albums Chart                  | 1               |
| Norwegian VG-lista Albums Chart           | 2               |
| UK Albums Chart                           | 2               |
| U.S. Billboard 200                        | 1               |
| West German Media Control Albums Chart    | 22              |

| Lista (1975)            | Posición |
| ----------------------- | -------- |
| Australian Albums Chart | 5        |
| Canadian Albums Chart   | 1        |
| French Albums Chart     | 25       |
| Italian Albums Chart    | 36       |
| UK Albums Chart         | 12       |
| U.S. Billboard Year-End | 7        |
| Lista (1976)            | Posición |
| Canadian Albums Chart   | 99       |

### Lista de procesión y sucesión
| Anterior: An Evening with John Denver de John Denver                       | Canadian RPM Álbum N°1 31 de mayo – 19 de julio de 1975 (8 semanas) 2 de agosto – 6 de septiembre de 1975 (6 semanas) | Siguiente: Venus and Mars de Wings             |
| Anterior: That's the Way of the World (banda sonora) de Earth, Wind & Fire | Billboard 200 Álbum N°1 7 de junio – 18 de julio de 1975 30 de agosto – 5 de septiembre de 1975                       | Siguiente: Venus and Mars de Wings             |
| Anterior: Living in the Seventies de Skyhooks                              | Australian Kent Music Report Álbum N°1 16 de junio – 20 de julio de 1975                                              | Siguiente: Ego is not a Dirty Word de Skyhooks |
| Anterior: An Evening with John Denver de John Denver                       | Nueva Zelanda Álbum N°1 4 de julio – 1 de agosto de 1975                                                              | Siguiente: Venus and Mars de Wings             |